# Laura Hermann

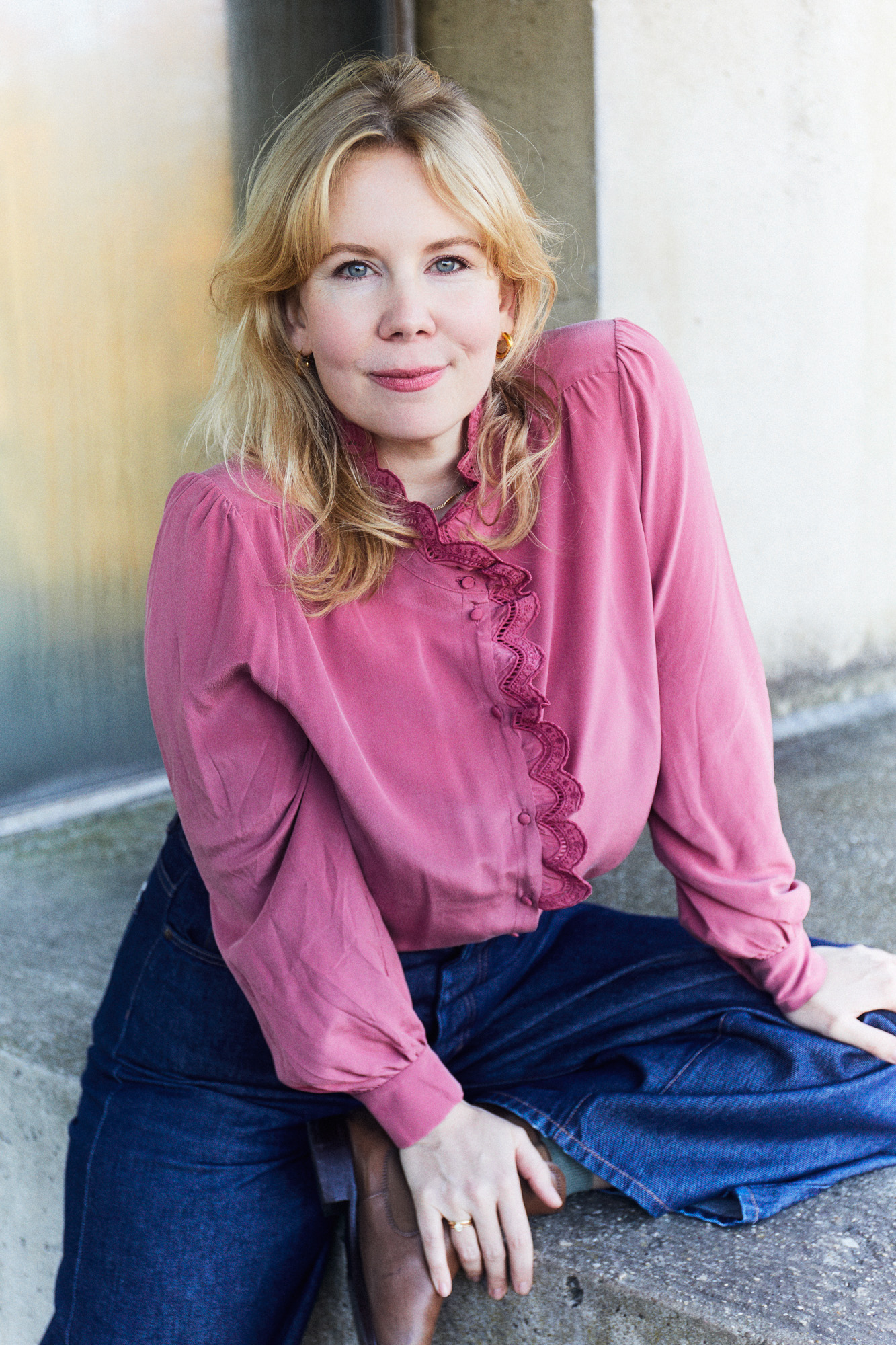
Laura Hermann (2024)

Laura Hermann (* 21. Oktober 1987 in Wien) ist eine österreichische Schauspielerin.

## Leben
Laura Hermann wuchs in Wien-Landstraße und in Auersthal in Niederösterreich auf. Nach der Matura im Jahr 2006 am BGRG 8 Albertgasse, nahm sie Schauspielunterricht unter anderem bei Susan Batson und Ivana Chubbuck. Im Jahr 2019 schloss sie ihre Ausbildung mit der Paritätischen Bühnenreifeprüfung ab.

### Theater
Von 2009 bis 2014 war Laura Hermann Teil des Junge-Burg-Ensembles am Wiener Burgtheater. In dieser Zeit spielte sie in Der gestiefelte Kater, In 80 Tagen um die Welt, I work, therefore I am unter der Regie von Annette Raffalt. In dem Stück Mendy das Wusical von Helge Schneider spielte sie das Chefpferd unter der Regie von Peter Raffalt.
Seit 2015 ist sie Ensemblemitglied des mit  dem Nestroypreis  ausgezeichneten immersiven Theaterensembles Nesterval. 2015 spielte sie in der Produktion Die Heimkehr der Eleonore Nesterval unter der Regie von Martin Finnland im Rahmen vom steirischen Herbst. In Nestervals Dirty Faust spielte sie 2017 die Titelrolle Dr. Faust im brut Wien.
2018 spielte sie in der Produktion Das Dorf, welche 2018 für den Nestroy-Spezialpreis nominiert wurde.
Im Frühjahr 2020 spielte Laura Hermann in der Produktion Der Kreisky Test, welche mit dem Nestroy-Spezialpreis ausgezeichnet wurde. Im Herbst 2020 spielte sie in der Nachfolge-Produktion von Nesterval Goodbye Kreisky im brut Wien.
Im Sommer 2021 gastierte sie mit Nesterval beim Kampnagel-Sommerfestival in Hamburg. In der Produktion 6, drugs & budd'n'brooks spielte sie die Rolle der Gerda. Im Mai 2022 spielte Laura Hermann in der Produktion Sex, Drugs & Budd'n'brooks von Nesterval, wieder die Hauptrolle Gerda. Dieses Mal allerdings im Wiener Prater.

### Film und Fernsehen
2019 spielte sie im Kinofilm Love Machine an der Seite von Thomas Stipsits in der Regie von Andreas Schmied.
In der ORF History Doku Habsburgs verkuppelte Töchter spielte Laura Hermann Margarete von Österreich.
Im österreichischen Kinofilm 3 Freunde 2 Feinde (Drehbuch und Regie: Sebastian Brauneis) spielte sie die Hauptrolle Hannelore. 3 Freunde 2 Feinde hätte auf der Diagonale 2020 Premiere feiern sollen, diese musste allerdings aufgrund der Covid-19-Pandemie abgesagt werden. Stattdessen wurde der Film in Kooperation mit der Diagonale und dem Radiosender FM4 am 24. März 2020 um 20:15 einmalig online gestreamt. Die Kinopremiere fand am 1. Oktober 2020 im Metrokino Wien statt. 3 Freunde 2 Feinde wurde beim Filmfestival Max Ophüls Preis 2021 in der Kategorie Bester Spielfilm nominiert.
Beim Filmfestival Kitzbühel gewann der Film in der Kategorie Beste Österreichische Produktion.
Während der Covid-19-Pandemie im Frühjahr 2020 entwickelte und produzierte Laura Hermann mit den Schauspielerinnen Claudia Kottal, Alev Irmak, Anna Kramer, Constanze Passin und Suse Lichtenberger die Webserie Die Maßnahme. In der ersten österreichischen Comedy Webserie spielte sie die Rolle der adretten Fleischerstochter Margarete.
2021 spielte sie die Episoden-Hauptrolle Tamara Stocker in Soko Kitzbühel Wolf im Schafspelz, unter der Regie von Martin Kinkel.
Weiters spielte Laura Hermann 2021 in der ORF-Familien-Comedyserie Familiensache die durchgehende Nebenrolle Helga.
2022 spielte sie in Die Vermieterin (Drehbuch und Regie: Sebastian Brauneis) die Hauptrolle Valentina.

## Filmografie
- 2019: Love Machine
- 2020: 3 Freunde 2 Feinde
- 2020: Habsburgs verkuppelte Töchter
- 2020: Die Maßnahme
- 2021: SOKO Kitzbühel – Wolf im Schafspelz
- 2021: Familiensache
- 2022: Die Vermieterin (Drehbuch und Regie: Sebastian Brauneis)
- 2024: 80 Plus (Alternativtitel Toni und Helene)